# Есипов, Александр Геннадьевич
Александр Геннадиевич Есипов (14 сентября 1965, Харьков — 12 января 2011, Харьков) — советский и украинский футболист, нападающий. Победитель Спартакиады народов СССР (1986), обладатель Кубка СССР (1988). Участник чемпионата мира по футболу среди молодёжных команд 1985. Мастер спорта СССР (1986).

## Игровая карьера
Воспитанник харьковского спортинтерната, первый тренер — Кольцов Н.М. В 1982 году играл за дубль «Металлиста».
С 1983 по 1991 играл за «Металлист» в высшей лиге чемпионата СССР. Дебют Александра в основном составе состоялся 29 августа 1983 года в домашнем матче «Металлиста» с кишинёвской командой «Нистру». В харьковской команде в разных турнирах провёл 101 матч. Из них 72 в чемпионатах СССР. Обладатель Кубка СССР 1988 года. В финале не играл. В сезоне 1988/89 — участник матчей розыгрыша Кубка обладателей кубков (4 игры, 123 минуты на поле).
В 1992 году, после распада СССР, украинские команды начали выступления в чемпионатах Украины. Есипов, сыграв за «Металлист» 5 матчей в первом и один во втором чемпионатах, покинул харьковскую команду. Далее выступал в «Кремне», запорожском «Торпедо», «Темпе» и «Николаеве».
Весной 1996 года возвратился в «Металлист», находящийся в первой лиге. Всего шесть неполных матчей отыграл Александр в составе харьковчан, после чего завершил игровую карьеру.

## Карьера в сборной
В составе юношеской сборной СССР участник чемпионата мира по футболу среди молодёжных команд 1985. В матчах оставался в запасе, на поле не выходил.
Привлекался к играм сборной УССР. Победитель Спартакиады народов СССР (1986, в финальном матче выходил в основном составе). В 1986 году благодаря успеху сборной УССР, все украинские футболисты получили звания «Мастер спорта СССР».

## Достижения
«Металлист»
- Обладатель Кубка СССР (1): 1988

 УССР
- Победитель летней Спартакиады народов СССР (1): 1986